# 皇太子的王子 (電視劇)
《皇太子的王子》（韓語：프린스의 왕자）是韓國KBS網絡電視劇頻道於2015年5月15日起播出的網絡劇，改編自漫畫家Jea-Ah的同名網路漫畫，講述為了拯救沉迷遊戲的妹妹，而偽裝成同性戀並潛入遊戲公司的哥哥，與公司職員們展開的一連串好笑衝突。

## 劇情簡介
身為大企業MS集團社長之子，年青有為的朴時賢（崔鍾訓飾）甚少有機會與業務繁忙的父母見面，與他相處得最長時間的就只有妹妹朴尤娜（徐酉奈飾）。為了照顧及保護妹妹，他不時干涉尤娜的學業，甚至是令她厭倦的程度。某次時賢發現尤娜為了玩遊戲而不去補習班，更被親自飾演遊戲角色的遊戲製作公司老闆李夢龍（林允浩飾）深深吸引住，完全不把時賢的勸告聽進去。為了救尤娜脫離遊戲世界，時賢只好潛入該遊戲的製作公司，下定決心找出公司的機密文件並從內部摧毀，還假扮成男同性戀者以方便接近李夢龍，結果卻與職員們發生一連串好笑的衝突。

## 演員陣容

### 主要人物
| 角色          | 演員   | 介紹 |
| 朴時賢 （박시현，） | 崔鍾訓 | 男性，朴尤娜的哥哥，MS集團經營企劃部的理事。性格自負及自戀，經常把跟屎有關的台詞掛在嘴邊，就連稱讚人也以屎作比喻。                           |
| 李夢龍 （이몽룡，） | 林允浩 | 男性，遊戲公司城堡軟體的代表企劃人。5歲時父親就因事故而去世，被送進夢樂園孤兒院。                                                            |
| 朴尤娜 （박유나，） | 徐酉奈 | 女性，朴時賢的妹妹，就讀聖雅女中高二。本來對遊戲及動漫方面完全陌生，一次無意中接觸到遊戲「秘密的花園」，愛上了飾演其中一名遊戲角色的李夢龍。 |

### 其他角色
| 角色          | 演員   | 介紹                                                                                                 |
| 卞學道 （변학도，） | 金旼哲 | 男性，城堡軟體的部長，負責程序設計。性格輕浮，曾在某社區傳出複雜的男女關係醜聞，因而被要求強制搬家。 |
| 柳方子 （유방자，） | 佑赫   | 男性，城堡軟體的代理，負責程序設計。皮膚黝黑，有性感的肌肉。自言因害怕瘋狂粉絲而一直無法睡好覺。     |
| 江林 （강림，）   | 韓宰厚 | 男性，於城堡軟體工作，負責圖面設計。形象可愛，挺受歡迎。                                             |
| 芈香丹 （미향단，） | 孫世彬 | 女性，城堡軟體的代理，負責圖面設計                                                                   |
| 蔣秘書 （강비서，） | 李秀光 | 男性，時賢的秘書，經常受不了時賢的各種脫軌行為。                                                     |

## 節目的變遷
韓國（UTC+9）
| KBS網絡電視劇 星期一至五深夜 0:00       | KBS網絡電視劇 星期一至五深夜 0:00              | KBS網絡電視劇 星期一至五深夜 0:00 |
| --------------------------------------- | ---------------------------------------------- | --------------------------------- |
|                                         | 皇太子的王子 （2015年6月8日 - 2015年6月19日）  |                                   |
| —                                       | —                                              |                                   |
| NAVER TVCast 星期一至五深夜 0:00        |                                                |                                   |
| —                                       | 皇太子的王子 （2015年6月8日 - 2015年6月19日）  | —                                 |
| KBS 2TV 星期五深夜 0:55（一連播出五集） |                                                |                                   |
| —                                       | 皇太子的王子 （2015年6月12日 - 2015年6月19日） | —                                 |

台灣（UTC+8）
| 臺灣 LINE TV 星期一至五中午 12:00 | 臺灣 LINE TV 星期一至五中午 12:00              | 臺灣 LINE TV 星期一至五中午 12:00 |
| --------------------------------- | ---------------------------------------------- | --------------------------------- |
|                                   | 皇太子的王子 （2015年6月15日 - 2015年6月26日） |                                   |
| —                                 | —                                              |                                   |

## 外部連結
- KBS官方網站 （页面存档备份，存于）
- NAVER TVCast官方網站
- （繁體中文）LINE TV官方網站 （页面存档备份，存于）
- NAVER Webtoon官方網站 （页面存档备份，存于）
- （繁體中文）LINE Webtoon官方網站 （页面存档备份，存于）